# Complexe de lancement 39

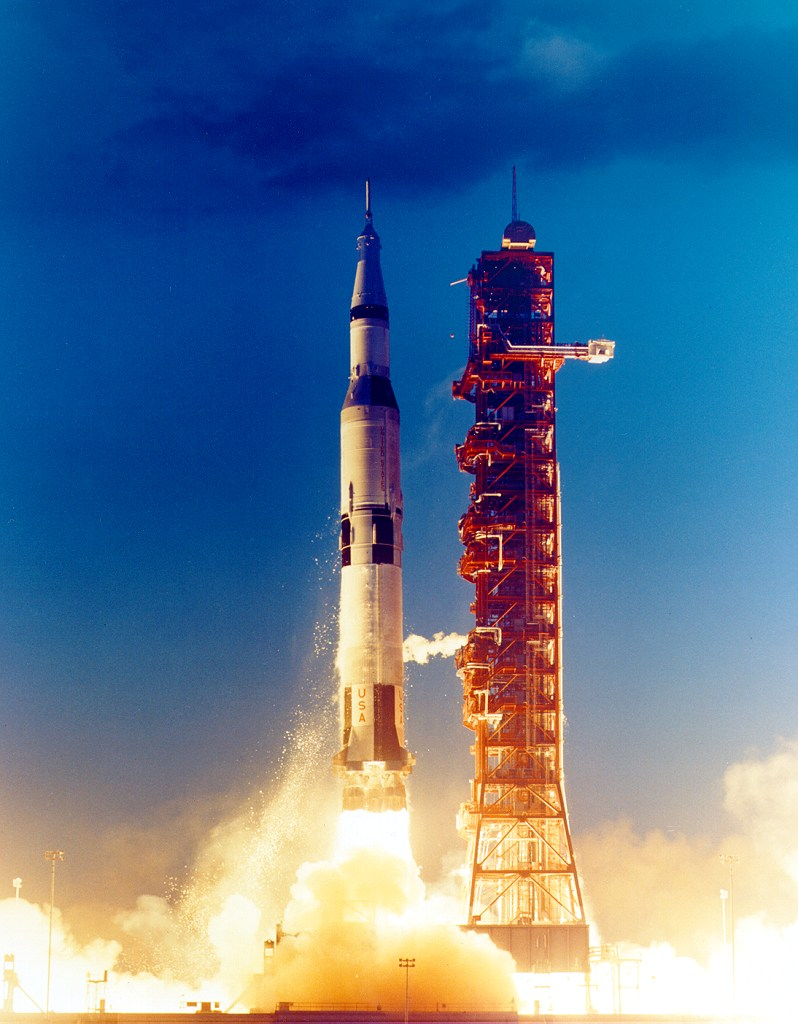
Premier décollage de la fusée Saturn V pour la mission sans équipage Apollo 4 depuis l’aire LC-39A.

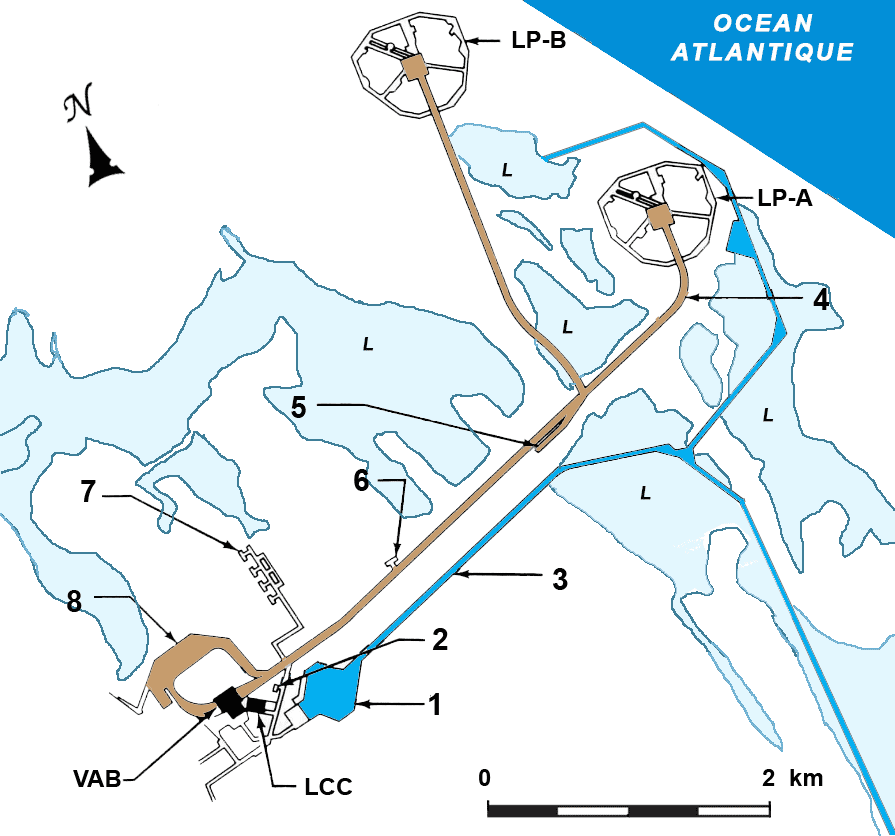
Plan du complexe de lancement 39 du centre spatial Kennedy à l'époque du programme Apollo.
VAB : Bâtiment d'assemblage des fusées Saturn V
LP-A : Pas de tir A -
LP-B : Pas de tir B -
1 : Bassin d'évitage -
2 : Lieu de stockage de l'azote et de l'hélium -
3 : Canal -
4 : Voie empruntée par les plateformes de lancement -
5 : Aire de parking des tours de service -
6 : Transformateurs / compresseurs -
7 : Site de stockage des équipements pyrotechniques -
8 : Aire de maintenance des plateformes de lancement -
L : Lagunes.

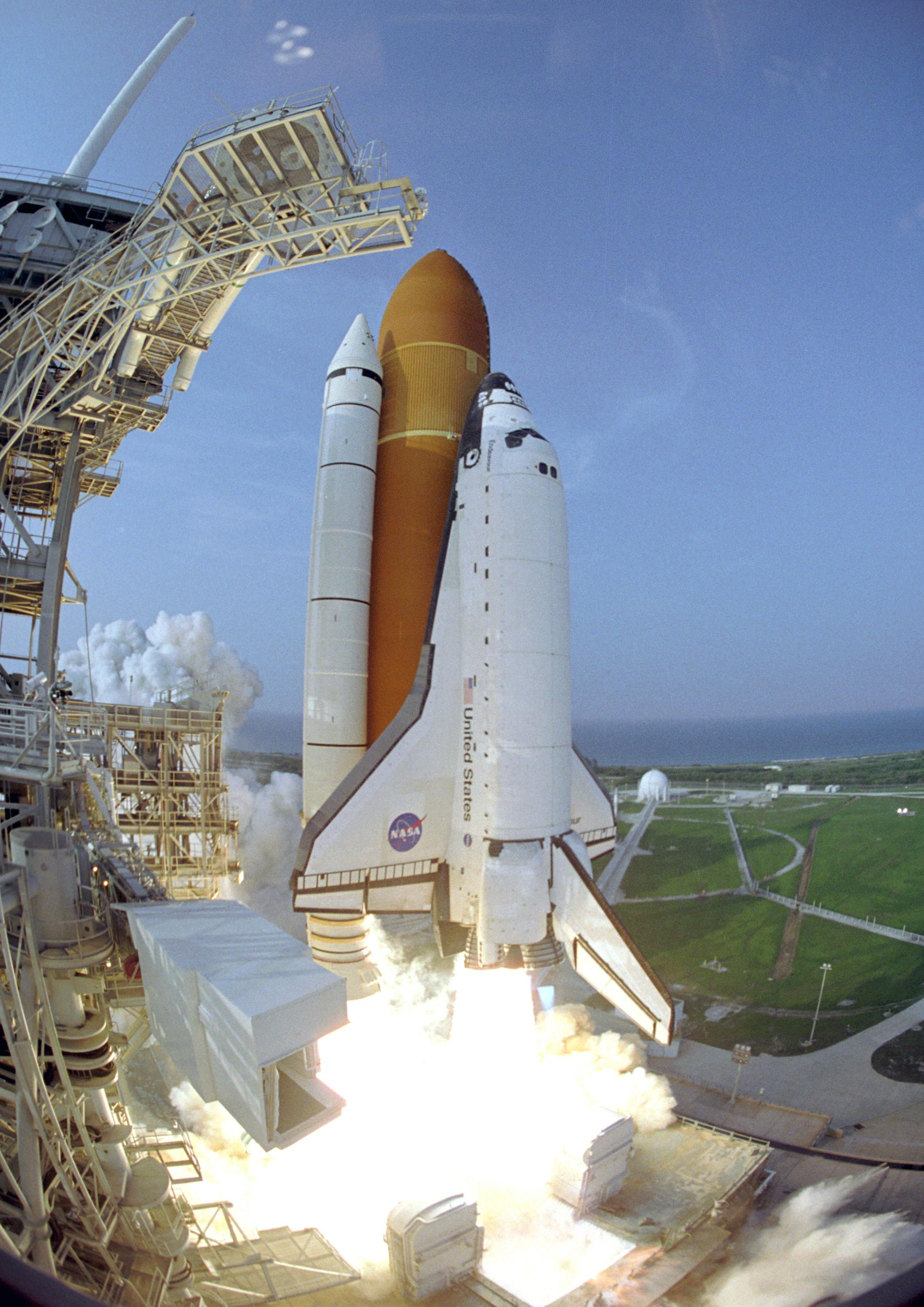
Décollage de la mission STS-118 de la navette spatiale américaine le 8 août 2007. Cette vue prise avec un fisheye montre le système d’atténuation sonore (SSWS) en train de répandre de l'eau sur l’aire de lancement 39A.

Le complexe de lancement 39 ou LC-39 est un ensemble d'installations de la NASA utilisé pour assembler et lancer les engins spatiaux les plus emblématiques du programme de l'agence spatiale américaine : la fusée Saturn V, la navette spatiale américaine. Prévu pour accueillir les futurs lanceurs lourds Ares du programme Constellation, la base de lancement se retrouve désaffectée à la suite de l'arrêt de ce programme en 2010 et celui de la navette spatiale en 2011. En 2016, le complexe de lancement est en cours de réaménagement pour accueillir trois nouvelles familles de lanceurs : le lanceur lourd Space Launch System de la NASA sur l'ensemble (site 39B), le lanceur lourd Falcon Heavy de la société SpaceX (39A) et des petits lanceurs à déterminer sur le complexe 39C. Le complexe fait partie du centre spatial Kennedy et est situé à Merritt Island en Floride (États-Unis).
La NASA a acquis en 1962 le site occupé par le complexe qui était voisin des champs de tir des lanceurs des programmes Mercury et Gemini : à l'époque, l'objectif était de créer un ensemble de lancement dimensionné pour les fusées géantes Saturn V du programme lunaire Apollo. Il est inauguré par la mission Apollo 4 en 1967. En 1973, sa reconversion est entamée pour permettre le lancement de la navette spatiale américaine. En 2007, le complexe démarre une nouvelle phase de modifications pour le préparer à l'arrivée des fusées Ares I du programme Constellation qui doivent remplacer les navettes spatiales dont le programme a été arrêté en 2011. Mais le président américain Barack Obama a annoncé le 1er février 2010 son intention d'abandonner le programme Constellation. La décision a été approuvée par le Congrès américain, entrainant l'arrêt effectif du programme Constellation. Désormais, un des pas de tir est en cours de reconversion pour les besoins du futur lanceur lourd Space Launch System (SLS). L'autre pas de tir est utilisé par les sociétés propriétaires de lanceurs commerciaux.
Les principales installations fixes du complexe de lancement 39 sont les aires de lancement (39A et 39B), un bâtiment d’assemblage des lanceurs aux dimensions remarquables (le VAB), trois bâtiments de maintenance et de reconditionnement des navettes spatiales (les Orbiter processing facilities), un centre de contrôle du lancement doté de quatre salles de lancement, la salle de presse du centre spatial Kennedy, ainsi que différentes installations assurant la logistique et l’appui aux opérations. Les installations non fixes comprennent trois plateformes de lancement mobiles qui sont déplacées par des transporteurs sur chenille.

## Historique

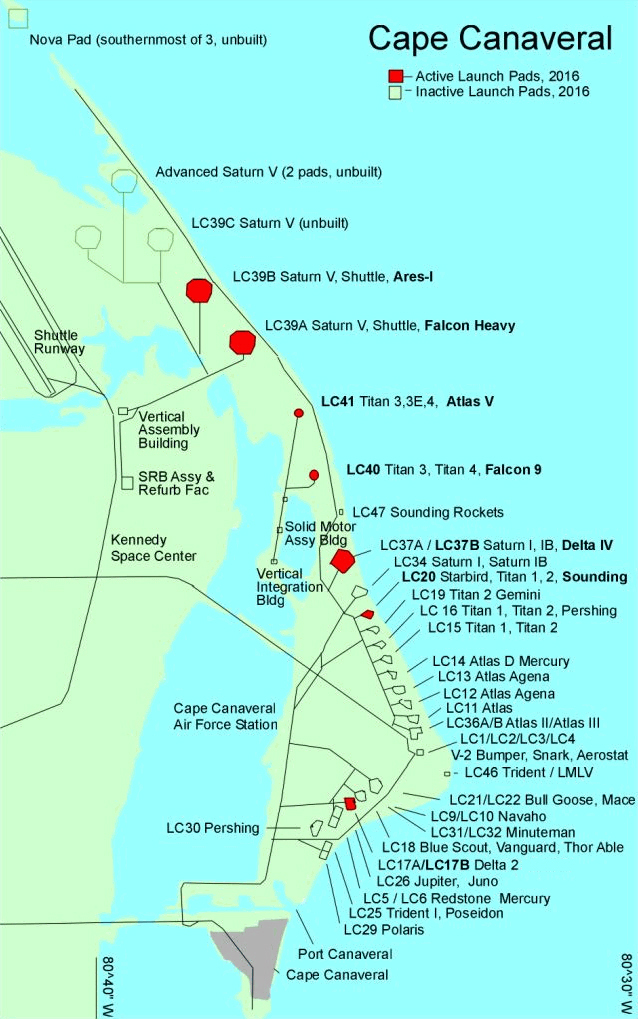
Carte des aires de lancement du centre spatial Kennedy : le complexe de lancement 39 se trouve en haut.

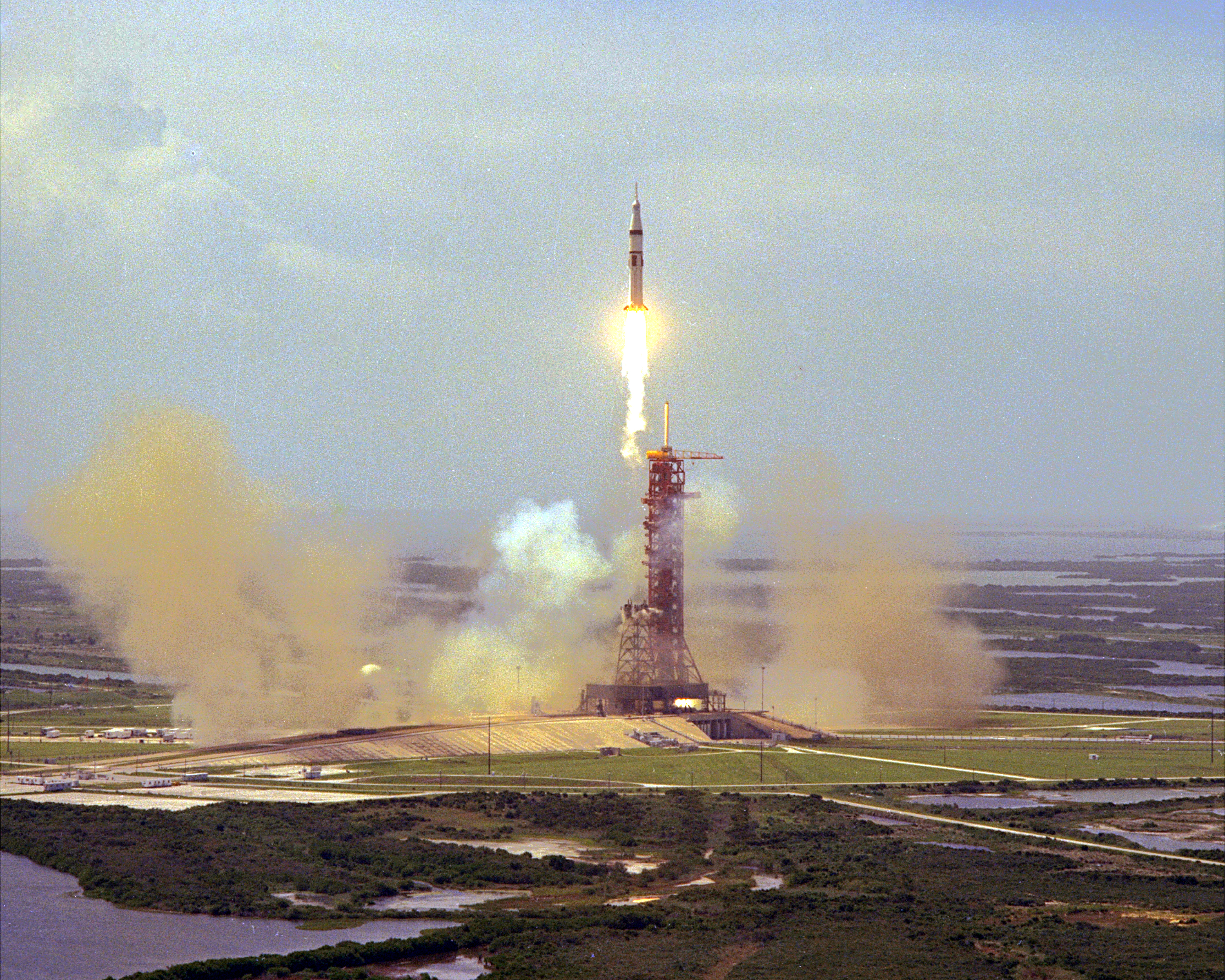
Lancement de la dernière fusée Saturn IB depuis LC-39B le 15 juillet 1975 pour le vol Apollo-Soyouz.

### Création du centre de Cap Canaveral (années 1950)
Le centre spatial Kennedy a pour origine une base de l’aéronavale américaine située sur la Banana River au sud du cap Canaveral. En 1948, la base est transmise à l’Armée de l’air des États-Unis pour que celle-ci puisse y lancer des fusées allemandes V2. L'implantation du centre sur la côte est de la Floride est idéale pour le lancement de fusées car leur trajectoire au décollage survole l’océan Atlantique évitant les zones habitées. En 1951, le site est agrandi vers le nord et devient le Centre de test des missiles de l’Armée de l’air, la future Cap Canaveral Air Force Station (CCAFS) de l’Armée de l’air. Des lancements de missiles et de fusées y sont réalisés tout au long des années 1950.
La NASA est créée en 1958 et les premières fusées de l’agence spatiale américaine, dont les vols des programmes Mercury et Gemini, sont lancés depuis le site du CCAFS.

### Le programmeApolloet la création ducomplexe 39(1962-1966)
À la fin des années 1950, il devient évident que le site de Cap Canaveral va manquer de place pour la construction de nouvelles aires de lancement. Or, la NASA qui est en train de mettre en place un programme spatial ambitieux a besoin de nouveaux sites de lancement. En 1961, le président John Kennedy donne le coup d’envoi au programme Apollo en annonçant qu’un astronaute américain se posera sur la Lune avant la fin de la décennie.
En 1961, la NASA envisage de lancer jusqu'à cent fusées Saturn par an or « Cape Canaveral » ne pouvait accueillir ces fusées que sur deux sites, le complexe de lancement 34 (quatre lancements par an) et le complexe de lancement 37 (huit lancements par an). Par ailleurs en 1961, la NASA met au point une nouvelle méthode d'assemblage des lanceurs. Jusque-là, les fusées étaient assemblées sur l'aire de lancement, un processus long qui immobilisait celle-ci. Dans le nouveau processus, la fusée est assemblée dans un bâtiment d'assemblage puis transférée jusqu'à l'aire de lancement sur une table de lancement mobile munie d'une tour permettant de faire le plein d'ergols et d'effectuer les derniers contrôles. Une fois sur l'aire de lancement, il suffit de faire le plein, de procéder aux dernières vérifications avant de déclencher le lancement. Pour lancer les fusées lourdes du programme lunaire, la NASA décide d'acquérir des terrains sur l’île adjacente de Merritt. La NASA annexe d’emblée 340 km2 en 1962 puis négocie avec l’État de Floride l’achat de 230 km2 supplémentaires. À cette époque, le numéro de l’aire de lancement du centre spatial le plus élevé était 37 : le numéro 39 est attribué au nouveau complexe.
Selon les plans initiaux très ambitieux, le complexe doit comprendre cinq aires de lancement espacées entre elles de 2 700 mètres pour éviter que l’explosion au décollage d’une fusée n'endommage les installations des aires voisines. Trois d'entre elles doivent être construites immédiatement et deux doivent l’être plus tard. Les aires de lancement sont numérotées dans l’ordre de leur implantation du nord au sud : la plus au nord désignée LC39A et la plus au sud LC39C. LC39A ne sera jamais construite et LC39C devient LC39A en 1963. La route empruntée par le transporteur à chenilles entre le bâtiment d'assemblage et les aires de lancement existantes est tracée pour pouvoir desservir les aires de lancement qui ne seront finalement pas construites.
À l’époque du programme Apollo, les aires de lancement sont dépourvues d’installations fixes car la tour ombilicale se trouve sur la plateforme mobile. La seule modification effectuée est un trépied sur la plateforme mobile pour permettre le lancement de la fusée Saturn 1B — plus courte que la Saturn V — qui est utilisée pour le lancement des équipages de la station spatiale Skylab.

### Les lancements du programmeApollo(1967-1975)
Le complexe de lancement LC-39 (aire 39A) est utilisé pour la première fois en 1967 pour le premier lancement de la fusée Saturn V qui transporte la mission inhabitée Apollo 4. Le deuxième vol inhabité utilise également l’aire 39A comme tous les vols habités Apollo-Saturn V à l’exception du vol Apollo 10 qui fut lancé du LC-39B. Après l'arrêt du programme Apollo, le complexe est utilisé pour lancer les fusées Saturn 1B des missions Skylab et enfin le vol unique du programme Apollo-Soyouz.
Après le vol d’Apollo 10, l’aire de lancement LC-39B devient un site de secours en cas de destruction du 39A. Il est utilisé par la suite pour les trois missions Skylab, le vol Apollo-Soyouz ainsi qu’une mission de secours Skylab qui ne sera jamais lancée, Skylab Rescue.

### Les modifications effectuées pour la navette spatiale (1973-1981)

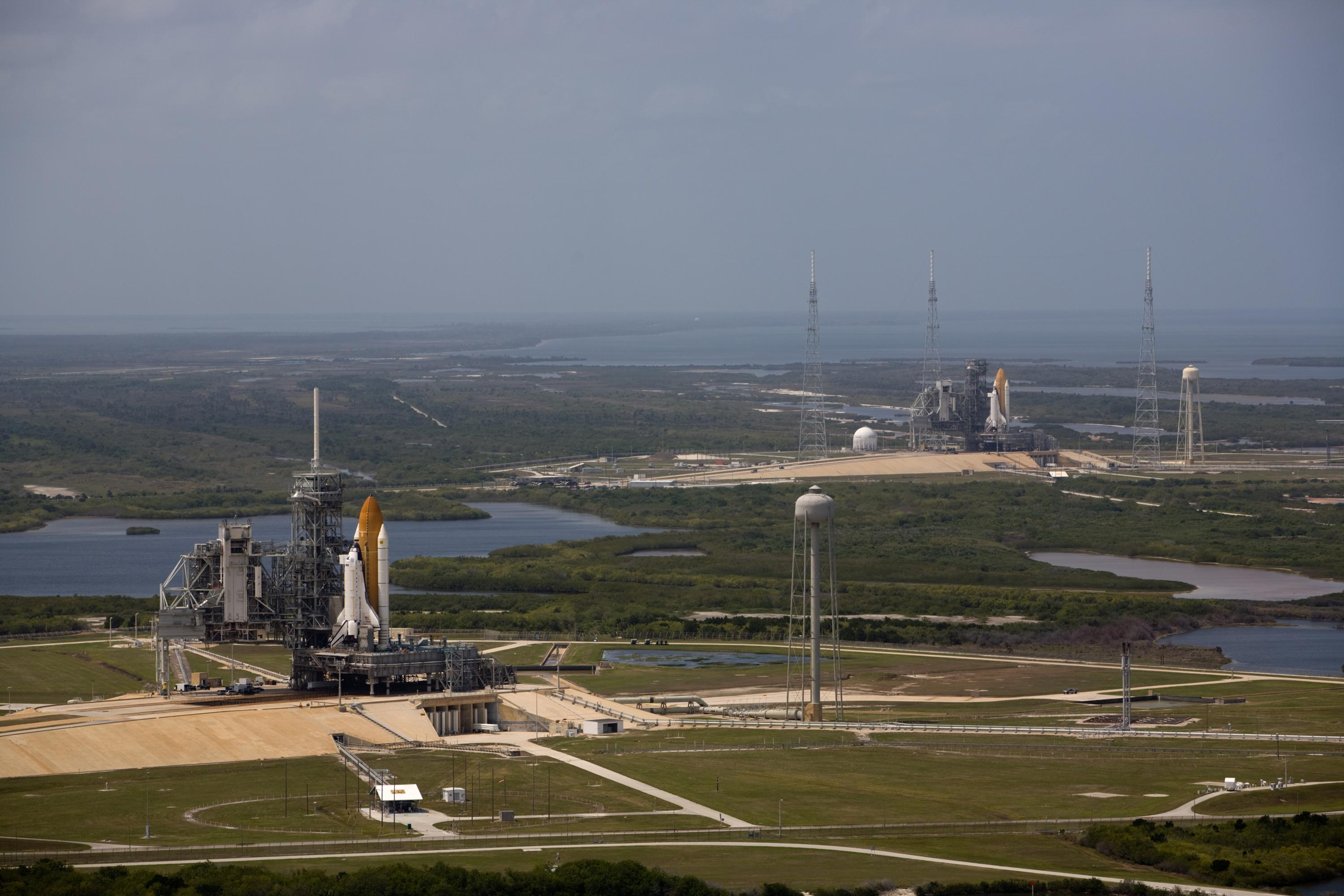
Pour la dernière fois deux navettes sont installées simultanément sur les aires de lancement LC39A et LC39B dans le cadre de la mission STS-125 de maintenance du télescope spatial Hubble.

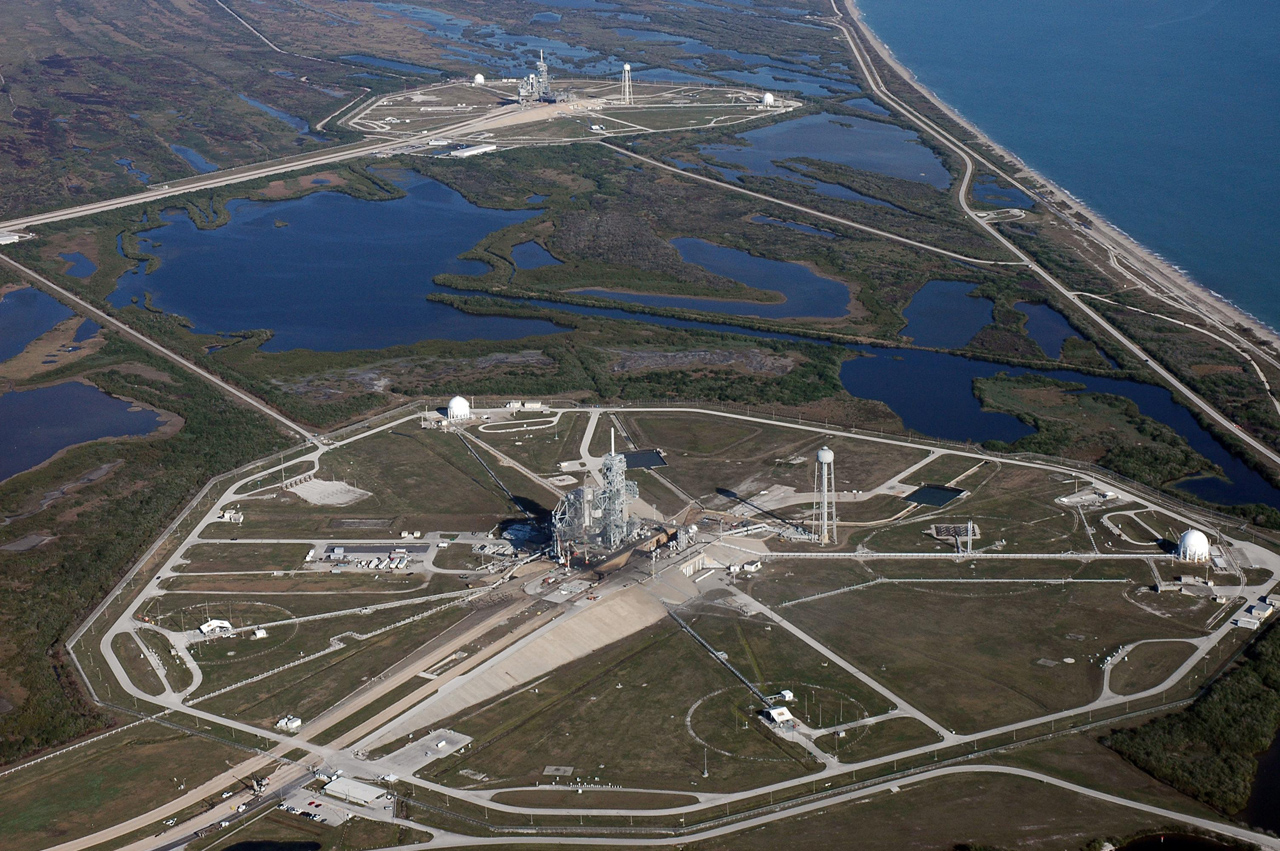
Vue aérienne des deux aires de lancement, 39A (premier plan) et 39B.

Le programme Apollo ayant été interrompu prématurément, les installations du complexe sont remaniées pour répondre aux besoins de la navette spatiale américaine en cours de développement : pour la navette spatiale, on ajouta sur l’aire une tour fixe comportant des plateformes pivotantes utilisées à la fois pour protéger la navette spatiale et pour installer verticalement les charges utiles dans la baie cargo de la navette,. L'aire 39A est modifiée à compter de 1973 immédiatement après le dernier vol de la fusée Saturn V destiné à satelliser la station spatiale Skylab. L'aire modifiée est inaugurée par le premier vol de la navette, la mission STS-1 de Columbia en 1981. L'aire 39B est refondue en 1975 après le vol Apollo-Soyouz, mais la complexité de certaines modifications (principalement celles permettant d'installer l’étage Centaur-G dans la soute de la navette, option abandonnée par la suite) et du fait de restrictions dans le budget de la NASA, l'aire modifiée n'est mise à niveau qu’en 1986. Le vol inaugural du site est celui de la navette Challenger de la mission STS-51-L qui fut détruite en vol.
Le 31 mai 2008, au décollage de la navette Discovery pour la mission STS-124, le site de lancement 39A subit d’importants dommages en particulier au niveau du déflecteur de flammes en béton.

### La reconversion avortée du programmeConstellation(2007-2010)

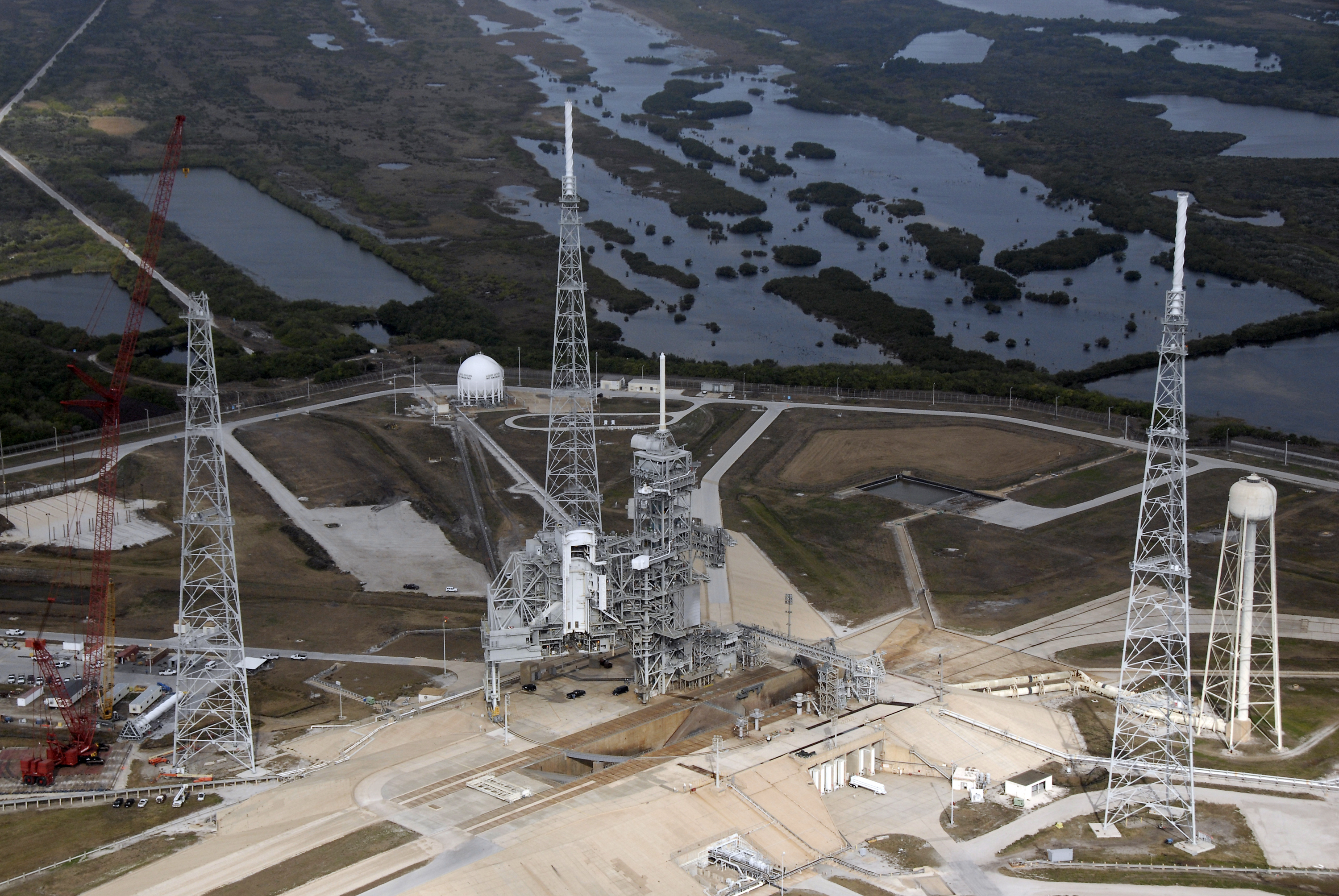
L’aire de lancement 39-B en cours de remodelage (antennes paratonnerres) pour les vols Ares I (février 2009).

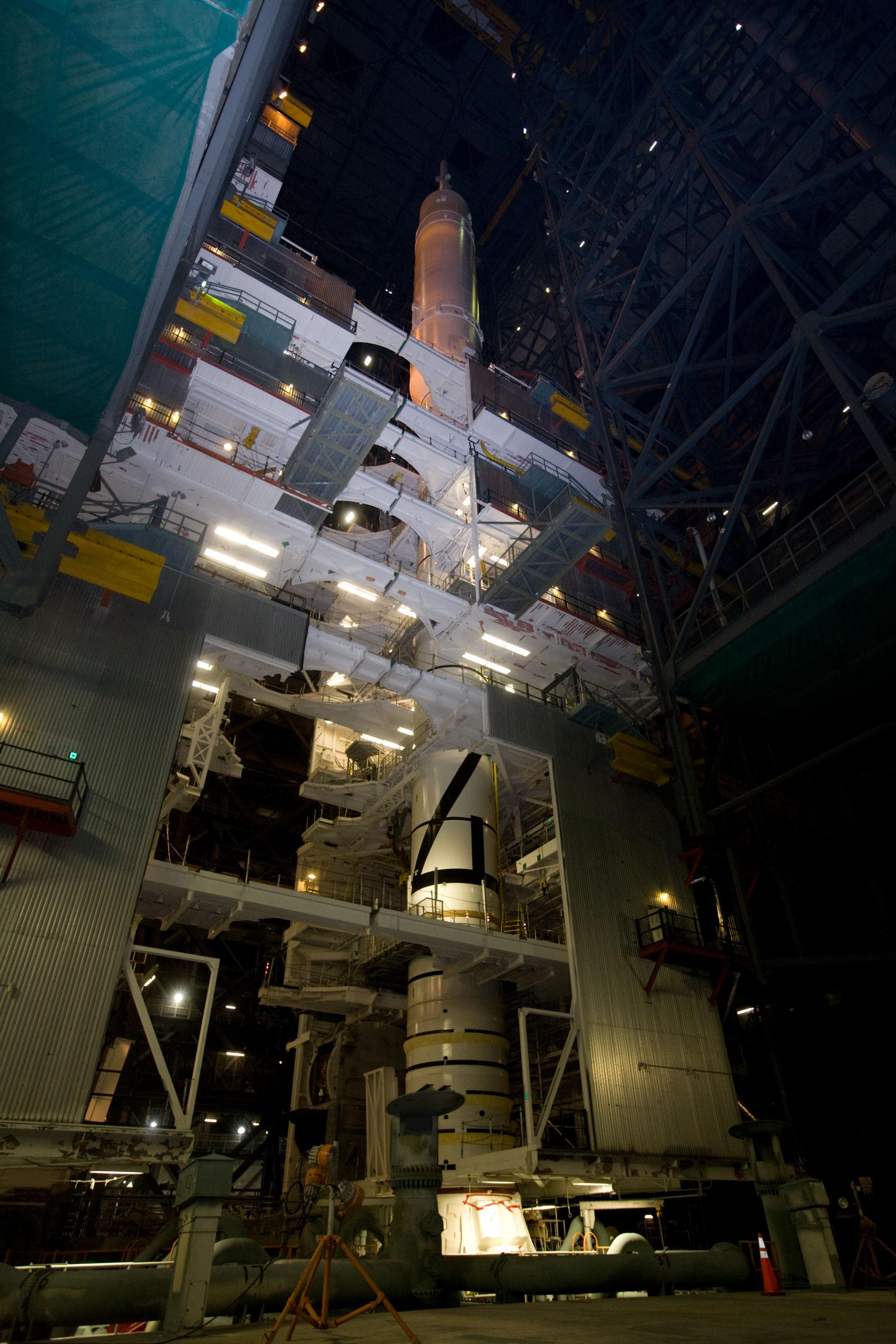
Le lanceur Ares-1-X en cours d'assemblage dans la baie 3 du VAB.

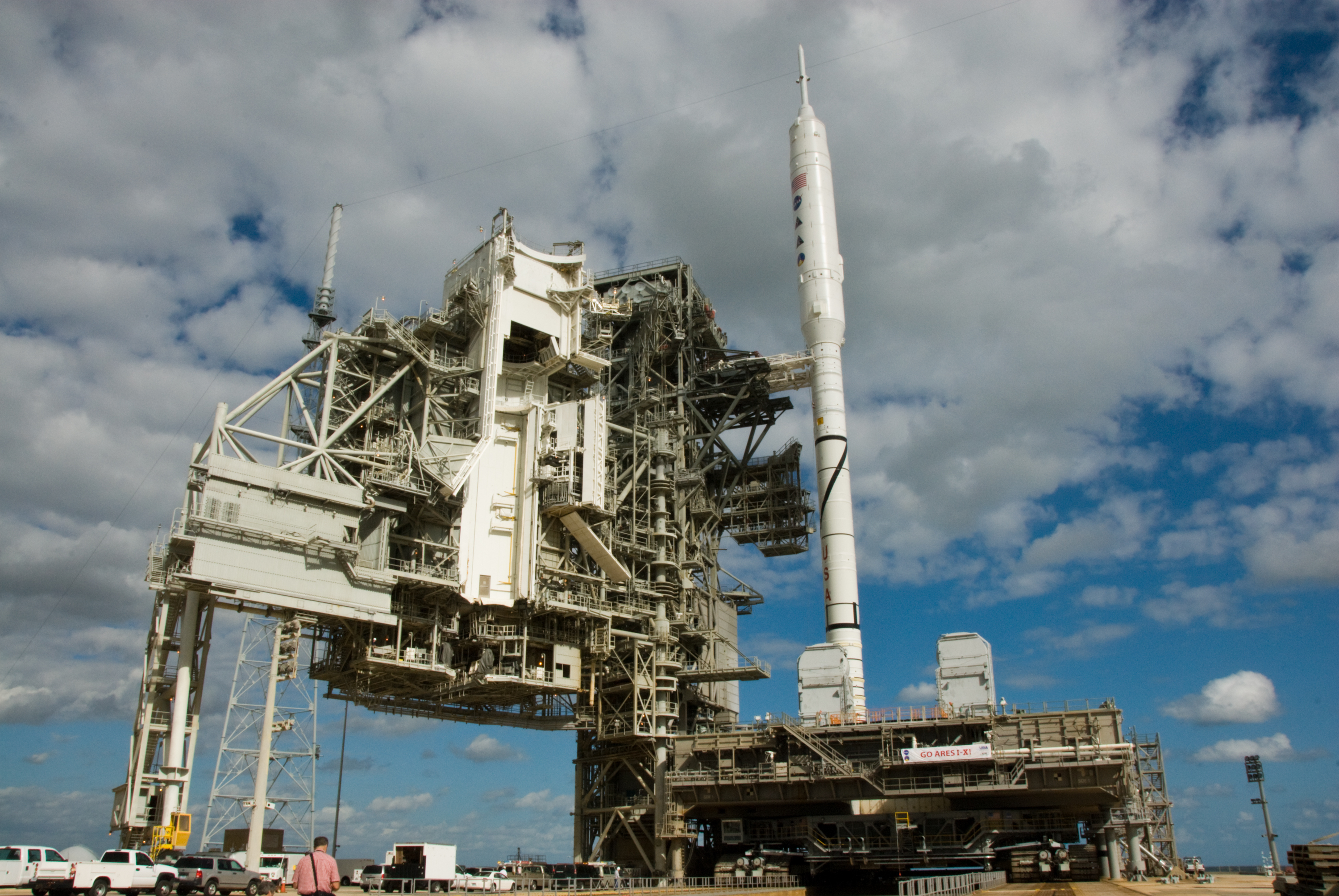
Lancement de l'Ares-1-X depuis l'aire 39B.

L’arrêt programmé des vols de la navette spatiale américaine au début des années 2010 entraîne la reconversion de tout le complexe de lancement. L’aire de lancement 39A est la seule qui reste utilisable par la navette spatiale après le lancement de la mission STS-117. Elle reste affectée à la navette jusqu’au lancement de la dernière mission STS-135 qui intervient le 8 juillet 2011. Parallèlement, a débuté la reconversion de l'aire 39B pour permettre le lancement des fusées Ares I et Ares V du programme Constellation. La première phase de la modification de 39B s'est achevée en septembre 2009 et un tir d'essai de l'Ares I a lieu en octobre 2009.

#### LC-39B
La NASA a désactivé l’aire 39B immédiatement après le lancement de la mission STS-116 en janvier 2007 pour entamer sa reconversion pour le lanceur Ares I. Entre les missions STS-116 et STS-125, alors que la navette Endeavour était installée prête pour une mission de secours STS-400, trois mâts paratonnerres de 180 mètres, analogues à ceux utilisés sur les aires de lancement des fusées Atlas V et Delta IV de Cap Canaveral, sont montés et le mât paratonnerre unique existant ainsi que la grue attenante sont supprimés.
Après le lancement de la mission STS-125 et avant lancement de la fusée Ares I-X réalisé en octobre 2009, les entreprises suppriment la partie mobile de la tour de lancement (RSS) et modifient la plateforme de lancement mobile (MLP). Après le lancement de Ares-I-X, la tour fixe devait être également supprimée en application du concept de simplicité préconisé par le rapport ESAS (Exploration Systems Architecture Study). Deux nouvelles plateformes de lancement mobiles doivent être construites pour permettre le lancement de l’Ares I avec sa tour ombilicale. Par contre, le transporteur sur chenilles doit être conservé tel quel. La nouvelle plateforme mobile avec sa tour ombilicale ressemble à la configuration utilisée pour le programme Apollo mais ne comporte que deux bras mobiles : l’un pour l’équipage (avec une salle blanche), l’autre pour le module de service Orion. Une paire de plaques ombilicales analogues à ce qui existait pour la navette spatiale est utilisée pour remplir les réservoirs d’hydrogène et d’oxygène liquide et récupérer les gaz évaporés. Un nouveau système d’évacuation de l’équipage par téléphérique est mis en place.
Lorsque l’ensemble des composants du lanceur Ares I sont disponibles et testés, à savoir pour Ares I-Y vers 2010 et pour le vaisseau Orion 1 vers 2012, toute trace des installations utilisées par la navette spatiale a été supprimée de l’aire de lancement hormis les réservoirs de stockage des ergols et le château d’eau du système d’atténuation sonore. L’aire est à nouveau complètement dégagée comme à l’époque des lancements attachés au programme Apollo,.
À la suite de l'abandon du programme Constellation en 2010, l'aire 39B est retenue pour le futur lanceur lourd Space Launch System (SLS). Un programme d'adaptation du site en cinq phases est entamé.

#### LC-39A
Comme pour l’aire de lancement 39B, les tours fixe et mobile FSS et RSS de 39A sont détruites et trois mâts paratonnerres similaires à ceux du 39A installés. Mais alors que 39B conserve les réservoirs de stockage utilisés par la navette, des réservoirs supplémentaires sont construits sur 39A pour pouvoir alimenter le premier étage de la fusée Ares V qui est aussi haut que les deux premiers étages de la Saturn V additionnés, ainsi que le deuxième étage (EDS) et le module lunaire Altair qui consomment tous le même mélange d’oxygène et d’hydrogène liquide.
Du fait de la taille des fusées Ares V, les trois plateformes de lancement mobiles (MLP), dont la construction remonte au programme Apollo et qui ont été modifiées pour la navette spatiale, devaient subir une nouvelle transformation pour pouvoir recevoir la future fusée géante et sa tour ombilicale. Cette dernière devait avoir des bras pivotants pour le troisième étage et le module lunaire Altair. Du fait de leur âge et du poids élevé de l’Ares V et de sa tour (poids supérieur à celui de la fusée Saturn V), les transporteurs à chenilles utilisés depuis 1967 sont refondus : de nouveaux moteurs et d’autres équipements répondant aux besoins des lanceurs Ares sont installés avant que les premiers vols vers la Lune commencent vers 2020. L’aire 39A, bien qu’elle soit réservée en priorité au lanceur Ares V, avait été aménagée de manière à pouvoir également lancer des fusées Ares I pour pallier la mise hors service de la 39B à la suite d'un accident au lancement.
Avec l'abandon du programme Constellation en 2010, le pas de tir n'a plus de perspective d'utilisation. Courant 2012, la NASA proposait sa location aux sociétés privées à la recherche d'une base de lancement pour leurs fusées.

#### Les autres modifications envisagées pour le programmeConstellation
Le bâtiment d'assemblage (le VAB) a été modifié pour permettre l’intégration simultanée d'une navette spatiale et d'un lanceur Ares I, car les deux programmes doivent se chevaucher en partie. Par la suite, le VAB doit à nouveau être modifié pour permettre l’assemblage du lanceur Ares V lorsque les premiers vols de cette fusée doivent avoir lieu (vers 2018).
Deux des trois plateformes mobiles sont en cours de modification pour pouvoir accueillir le lanceur Ares I et sa tour ombilicale (toutefois le vol de test Ares I-X utilise la plateforme dans sa version navette spatiale) et les transporteurs à chenilles (prévus d’être mis à niveau). Il est également envisagé de construire une troisième aire de lancement 39C sur l'emplacement prévu à l'origine pour lancer une version évoluée de la fusée Saturn V pour le programme Apollo annulé peu après Apollo 11. Cette nouvelle aire permettrait vers 2030 d’assurer tout à la fois le ravitaillement de la base permanente sur la Lune et de réaliser les autres missions envisagées : lancement du télescope spatial à grand ouverture (AT-LAST) vers le point de Lagrange Terre-Soleil L2 ; mission habitée Orion vers les astéroïdes ; missions habitées vers Mars. L’aire 39C permettrait de disposer d’un plan de secours en cas de destruction d'une des deux autres aires de lancement.

#### L'arrêt du programmeConstellation(2010)
L'arrêt du programme Constellation en 2010 et le lancement du programme de lanceur lourd Space Launch System (SLS) bouleversent encore la donne. Désormais, l'aire 39B doit être affectée aux tirs de cette nouvelle fusée. L'aire 39A n'a plus d'affectation.

### La reconversion des années 2010: SLS et Falcon Heavy (2011-)

#### La future base de lancement du lanceur lourd SLS

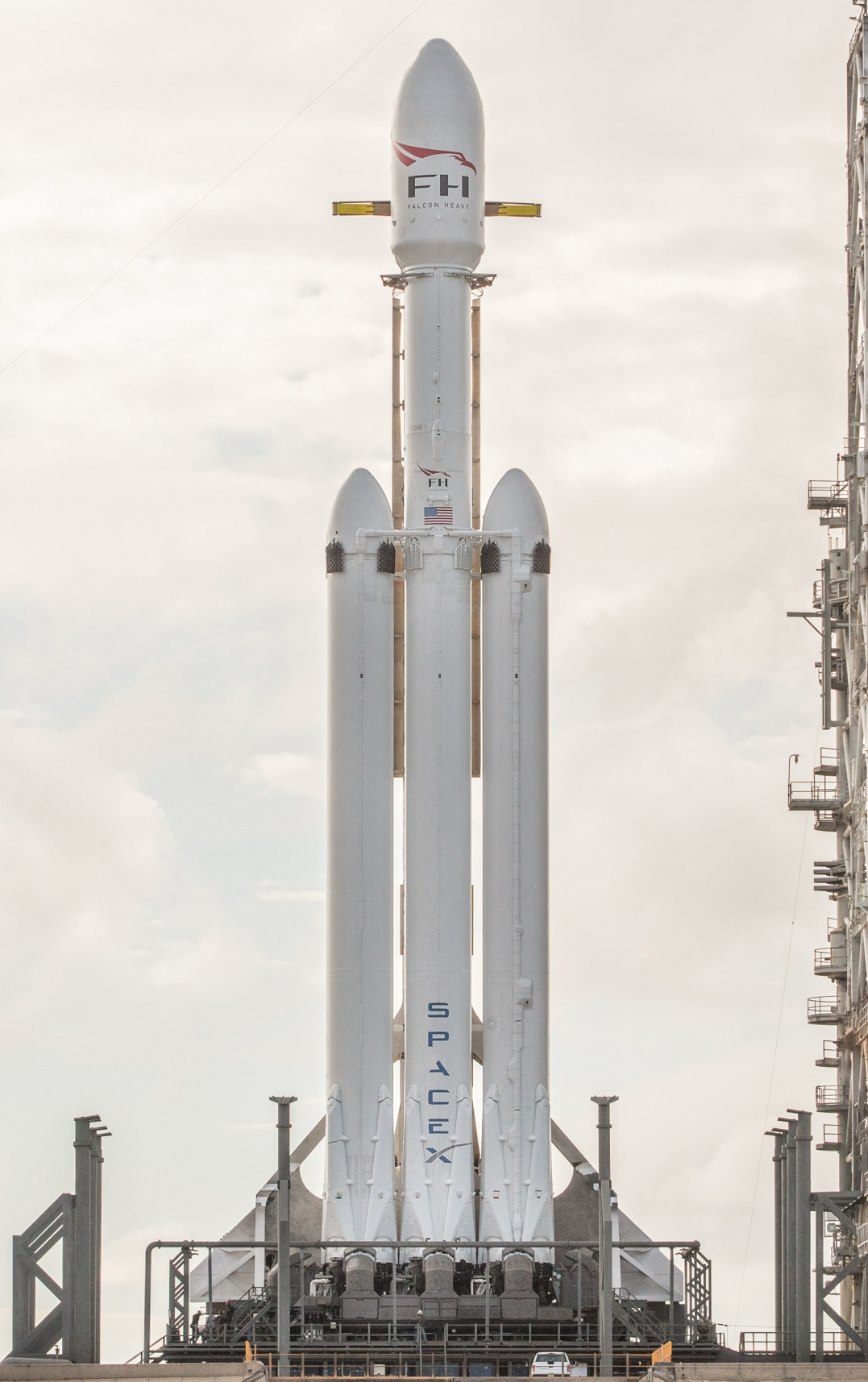
Falcon Heavy sur son pas de tir du complexe de lancement 39A.

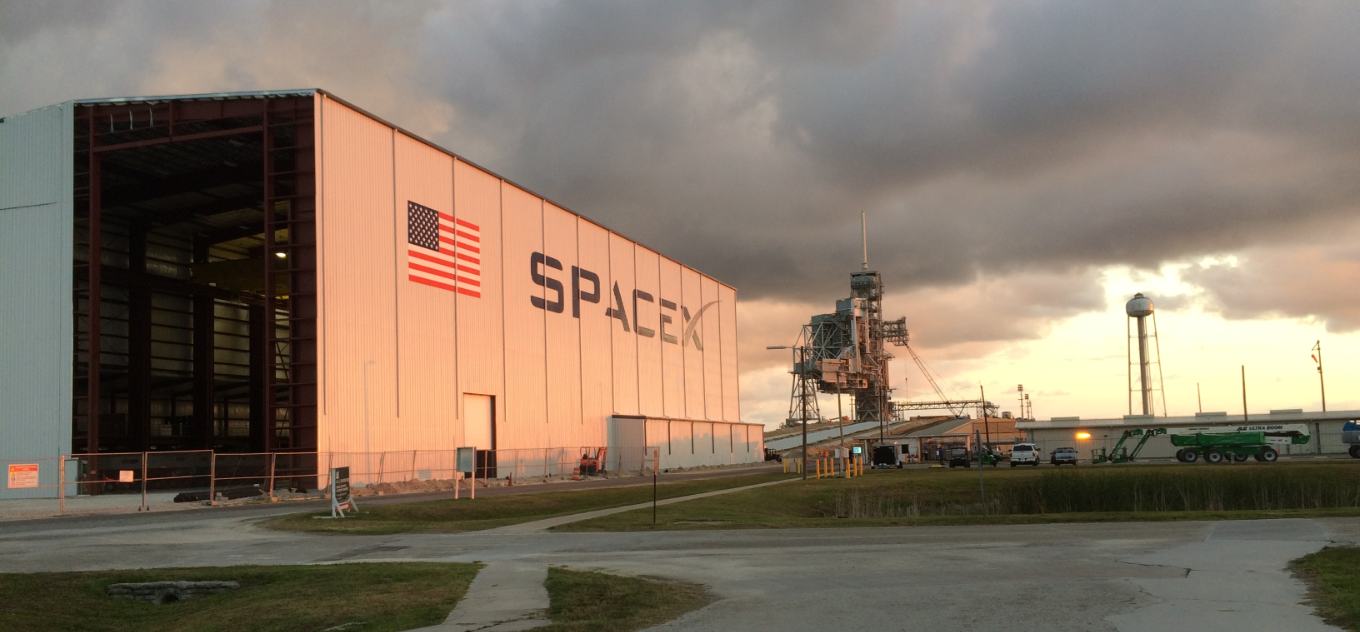
Construction d'un bâtiment d'assemblage pour les Falcon 9 et Falcon Heavy près du complexe de lancement LC-39A du centre spatial Kennedy (juin 2015) acquis par la société SpaceX.

Le futur lanceur lourd Space Launch System doit être assemblé, convoyé et lancé de la même manière que les fusées lunaires Saturn V. La fusée doit être assemblée à la verticale dans la baie 3 du bâtiment d'assemblage VAB sur la 
plateforme mobile de lancement. Elle est alors convoyée, toujours à la verticale, jusqu'au pas de tir du complexe 39B. Les installations du VAB sont modernisées et les plateformes d'accès sont remplacées pour permettre d'atteindre les endroits stratégiques de la fusée qui se situent à des hauteurs différentes de ceux de la navette.  

#### Développement des installations de lancement de SpaceX
Pour lancer sa fusée lourde Falcon Heavy, SpaceX loue le complexe de lancement LC-39A du centre spatial Kennedy utilisé autrefois par la Navette spatiale américaine. En 2015 et 2016, SpaceX réaménage le pas de tir et fait construire un bâtiment d'assemblage. La société lance depuis ce site à la fois des Falcon Heavy et des Falcon 9. Ces lanceurs sont assemblés horizontalement puis convoyés jusqu'au pas de tir avant d'être redressés à la verticale. Le premier lancement d'une Falcon Heavy était planifié en 2016 depuis ce site mais a finalement eu lieu le 6 février 2018 avec succès. Les vols habités de la Crew Dragon développée dans le cadre du programme CCDev ont exclusivement eu lieu depuis le LC-39A jusqu'à ce que le SLC-40 soit pourvu d'un bras et d'un système de secours afin d'avoir deux pas de tirs pour accéder à la station spatiale internationale. Le premier vol habité depuis le LC-39A est Demo-2 le 30 mai 2020 et le premier depuis le SLC-40 est Crew-9 le 28 septembre 2024.

#### LC-39C
LC-39C est un pas de tir pour petits lanceurs construit à partir de 2015 dans le périmètre du pas de tir 39B. Dès 2016 cependant, la NASA décide de ne pas l'utiliser car les potentiels tirs seraient à la merci du calendrier du programme Artemis qui utilise le pas de tir voisin 39B. Le SLC-48 est construit pour répondre à la demande en pas de tir pour petits lanceurs

## Les installations du complexe de lancement 39

### Les installations fixes
Les principales installations fixes du complexe de lancement 39 sont les aires de lancement (39A et 39B), un bâtiment d’assemblage des lanceurs aux dimensions remarquables (le VAB), trois bâtiments de maintenance et de reconditionnement des navettes spatiales (les Orbiter Processing Facility), un centre de contrôle du lancement doté de 4 salles de lancement, la salle de presse du centre spatial Kennedy ainsi que différentes installations assurant la logistique et le support des opérations.
Le bâtiment d'assemblage (VAB)Le VAB (Vehicle Assembly Building) est le bâtiment dans lequel est assemblée la navette spatiale et dans le futur le lanceur Space Launch System et la famille de lanceurs abandonnés Ares Dimensionné initialement pour traiter 4 lanceurs Saturn V en même temps, il est compartimenté en 4 sous-ensembles (les baies) dotés chacun d'une porte extérieure haute de 139 mètres permettant de faire passer la fusée assemblée sur sa plateforme mobile. C'est un des plus vastes bâtiments existants au monde : haut de 160 mètres, il fait 218 mètres de long sur 158 mètres de large. De nos jours, les baies 1 et 3 sont utilisées pour l'assemblage à la verticale de la navette spatiale avec son réservoir et les propulseurs à propergols solides. Les baies 2 et 4 sont utilisées pour les opérations de vérification du réservoir extérieur. À l'intérieur, la navette est assemblée sur la plateforme mobile de lancement qui repose sur des pylônes métalliques durant ces opérations.
Les bâtiments de maintenance de la navette

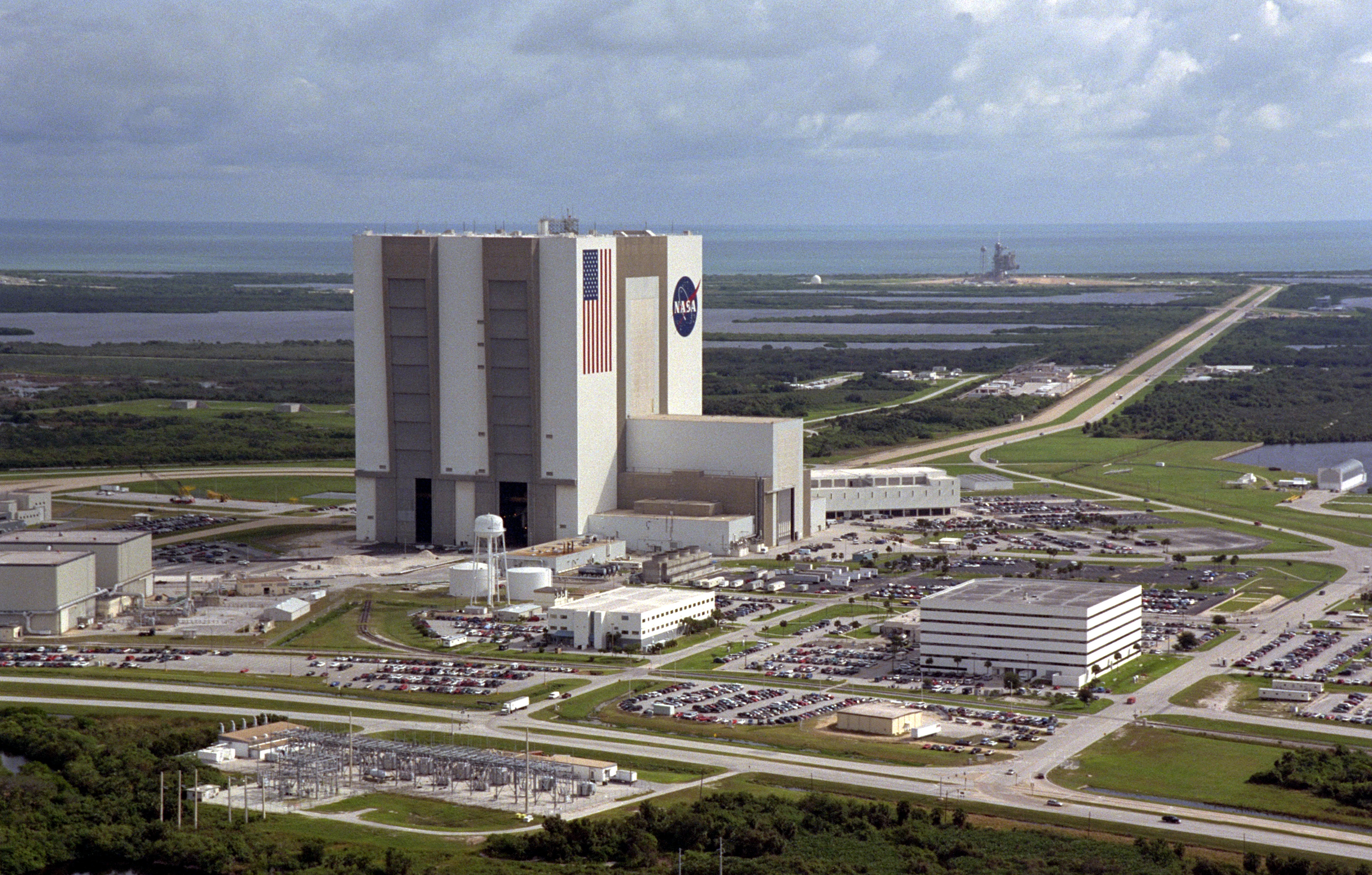
Une partie des installations fixes du complexe dont le VAB (le plus imposant)

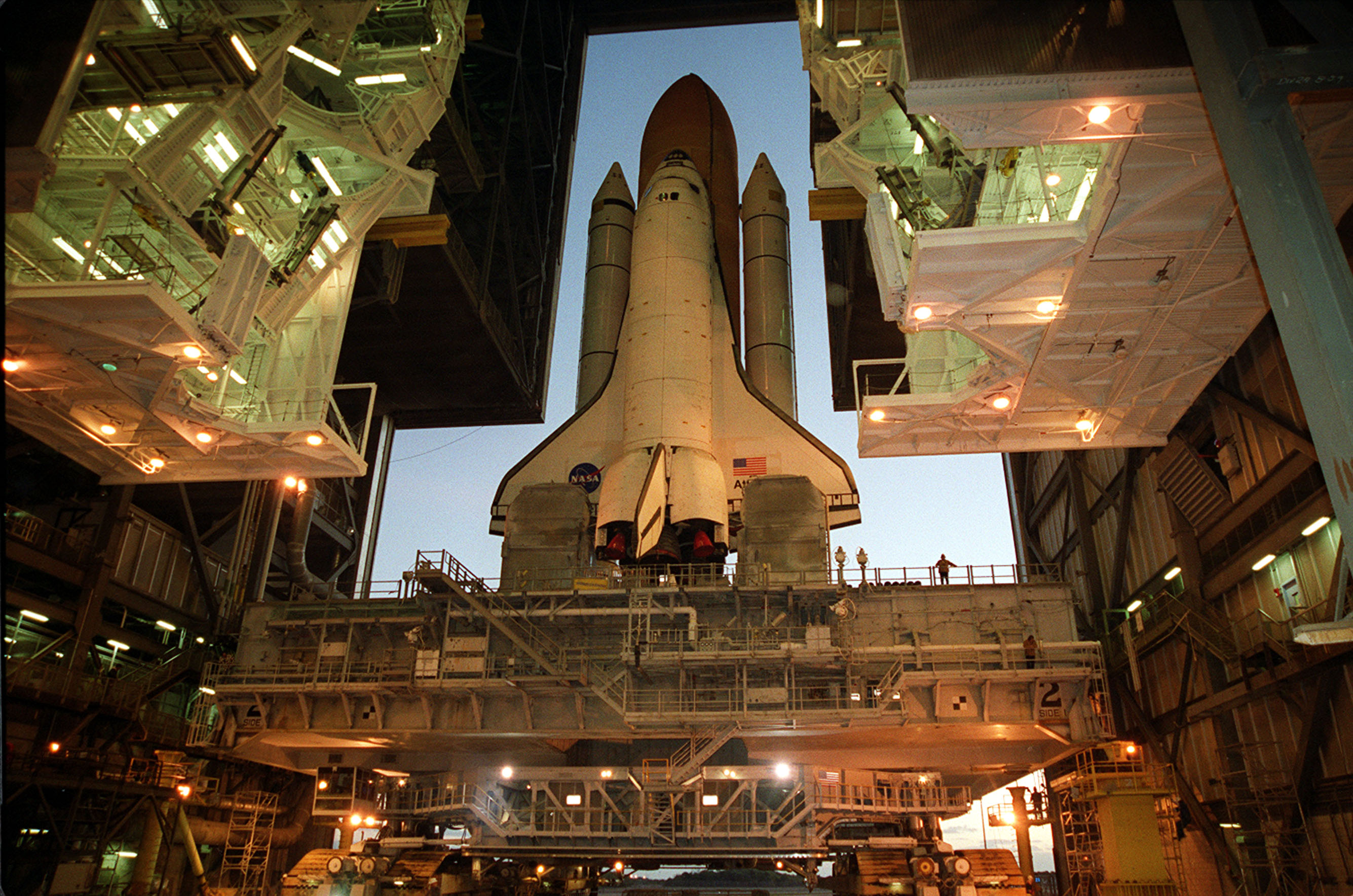
La navette en phase finale d'assemblage est en train de quitter le VAB

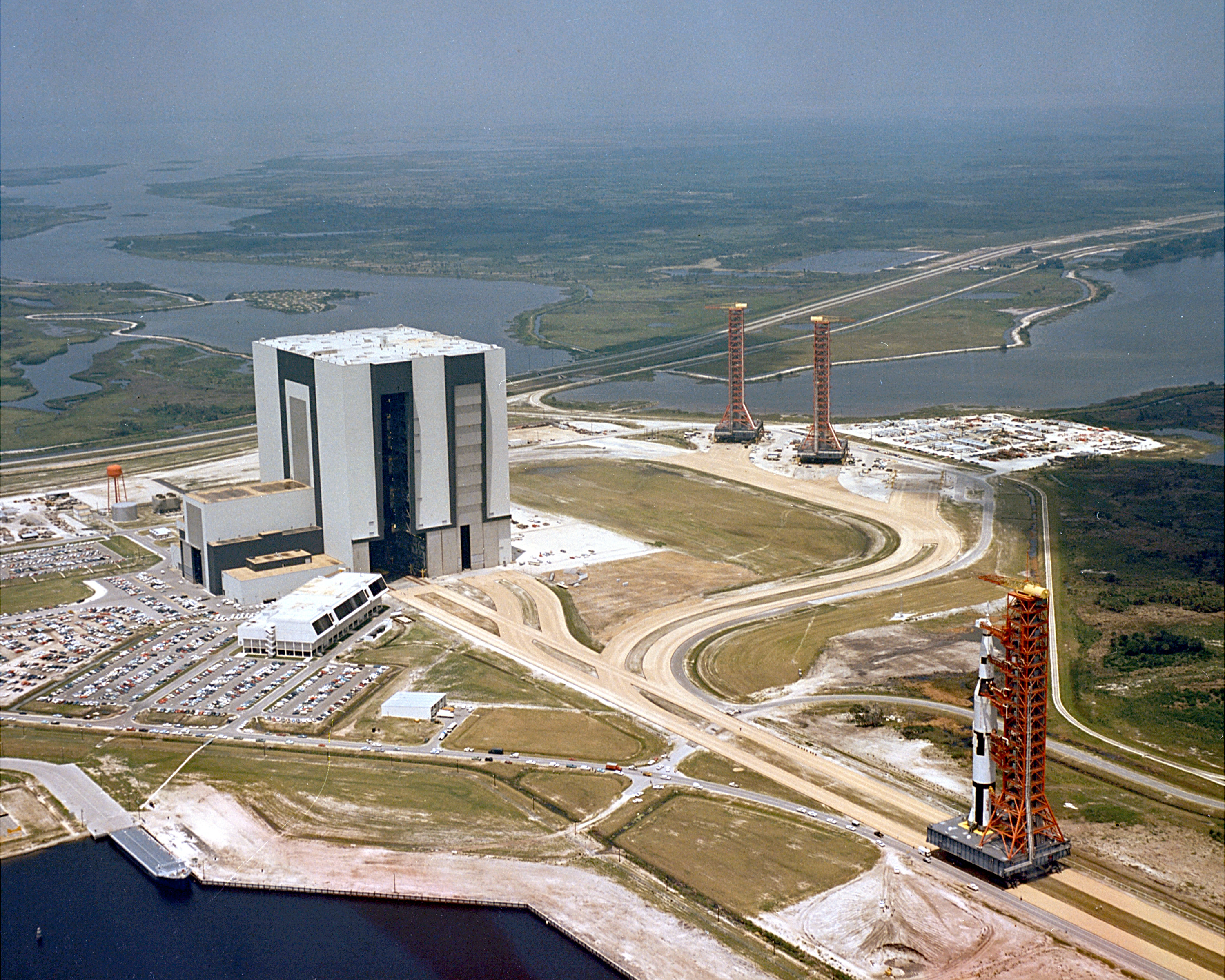
Le VAB et les 3 plateformes mobiles à l'époque du programme Apollo

Immédiatement après son atterrissage, la navette spatiale est déplacée jusqu'à un bâtiment dans lequel elle est remise en condition de vol : l'Orbiter Processing Facility (OPF). Il existe 3 bâtiments de ce type (OPF-1, 2 et 3), chacun pouvant prendre en charge une seule navette. Ces hangars longs de 121 mètres et larges de 71 mètres sont situés à proximité du VAB. Dans l'OPF, la navette est vidée des carburants résiduels, les systèmes pyrotechniques sont retirés. La charge utile de la précédente mission est retirée et la navette est entièrement contrôlée, testée et les opérations de maintenance et de réparation sont réalisées. Toutes ces opérations s'étalent environ sur les deux tiers du délai qui s'écoule entre deux vols. Les tests de mise en marche du véhicule sont contrôlés depuis les consoles situées dans les salles de contrôle de tir.
Le centre de contrôle de tir
Le centre de contrôle de tir (Launch Control Center LCC) abrite les installations qui permettent d'effectuer les répétitions des lancements et de contrôler le lancement effectif. Il est abrité dans un grand bâtiment (115 mètres de long pour 55 mètres de large) de quatre étages situé à l'angle sud-est du bâtiment d'assemblage des lanceurs (le VAB). Il contient les installations électroniques et informatiques qui permettent de contrôler le fonctionnement du lanceur au sol et en vol. Au troisième se trouvent 4 salles de contrôles de tir qui permettent chacune de suivre les opérations de préparation et de lancement d'une fusée. Chaque salle contient un ensemble d'équipements permettant aux opérateurs de contrôler et suivre les opérations : le Checkout, Control and Monitor Subsystem (CCMS). Le bâtiment contient également des bureaux et des salles de conférences.
La piste d'atterrissage (Shuttle Landing Facility SLF)La navette spatiale atterrit normalement après sa mission sur la piste d'atterrissage située dans le complexe de lancement 39. Cette piste située à 3 km au nord-ouest du VAB est longue de 4,5 km et large de 91 mètres. Elle est dotée de nombreuses aides électroniques à la navigation mais aussi optiques pour faciliter l'atterrissage de la navette. Près du parking associé à la piste se trouve une structure qui permet de hisser ou d'ôter la navette spatiale de son avion porteur B747.
Les autres installations
Plusieurs autres bâtiments entourent le VAB. Les principaux sont :
- l'Operations Support Building (OSB), un important bâtiment administratif comportant 27 000 m2 de bureaux qui comprend un centre de documentation technique et d'analyse des photos ;
- un centre logistique (Logistics Facility). Ce bâtiment de 30 000 m2 contient 190 000 pièces détachées de la navette spatiale ;
- le Processing Control Center (PCC) de 9 000 m2 de surface affecté à l'entraînement des équipes de lancement et à la maintenance du Launch Processing System (LPS) ;
- une salle de presse située dans un bâtiment proche du VAB.

### Les installations mobiles

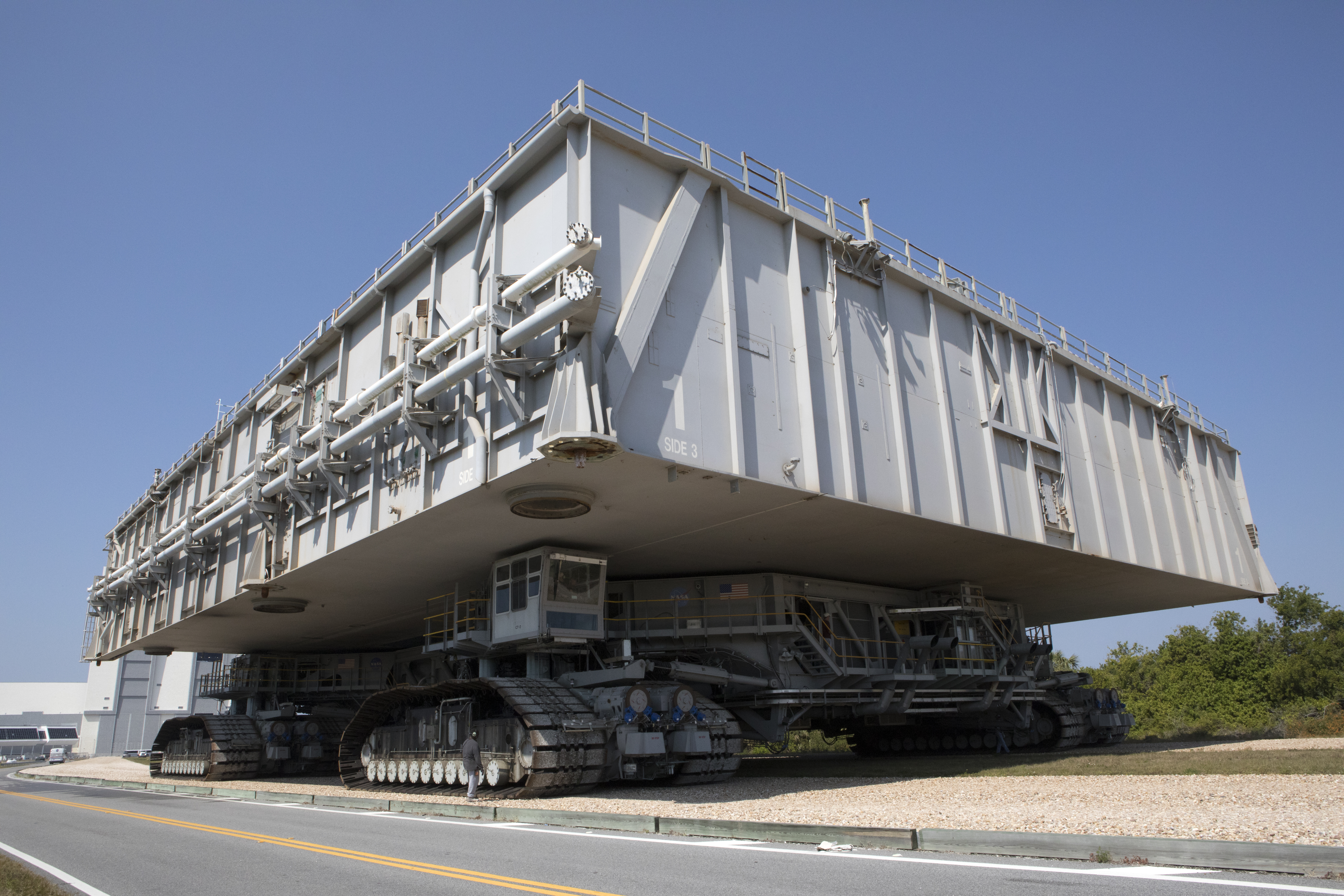
Le crawler est la plateforme de lancement mobile. Le personnage au pied de l'ensemble donne l'échelle.

Les installations mobiles comprennent les trois 3 plateformes mobiles de lancement qui sont déplacées par 2 transporteurs sur chenille.
La plateforme de lancement mobile (Mobile Launcher Platform MLP) est une structure métallique à 2 étages sur laquelle le lanceur est assemblé, puis transporté jusqu'à la zone de lancement, et enfin lancé. La plateforme est évidée à 3 endroits situés sous les moteurs de la navette et sous les 2 propulseurs à poudre pour laisser passer les flammes et les gaz chauds expulsés par les moteurs au décollage. Pour le programme Apollo, la plateforme ne comportait qu'une seule cavité située sous les moteurs du premier étage et était dotée d'une tour ombilicale qui a été démontée pour lancer les navettes et partiellement utilisée pour former la tour fixe située sur l'aire de lancement. La plateforme est haute de 7,6 mètres et fait 49 mètres de long pour 41 mètres de large. Elle pèse 4 190 tonnes à vide et 6 220 tonnes avec la navette juste avant le décollage, le plein d'ergols effectué. Lorsqu'elle est située sur l'aire de lancement ou dans le VAB, elle repose sur 6 pieds métalliques haut de 7 mètres. Elle est transportée avec sa charge par le transporteur à chenilles depuis le VAB jusqu'au site de lancement via la Crawlerway.

## La procédure de lancement de la navette spatiale

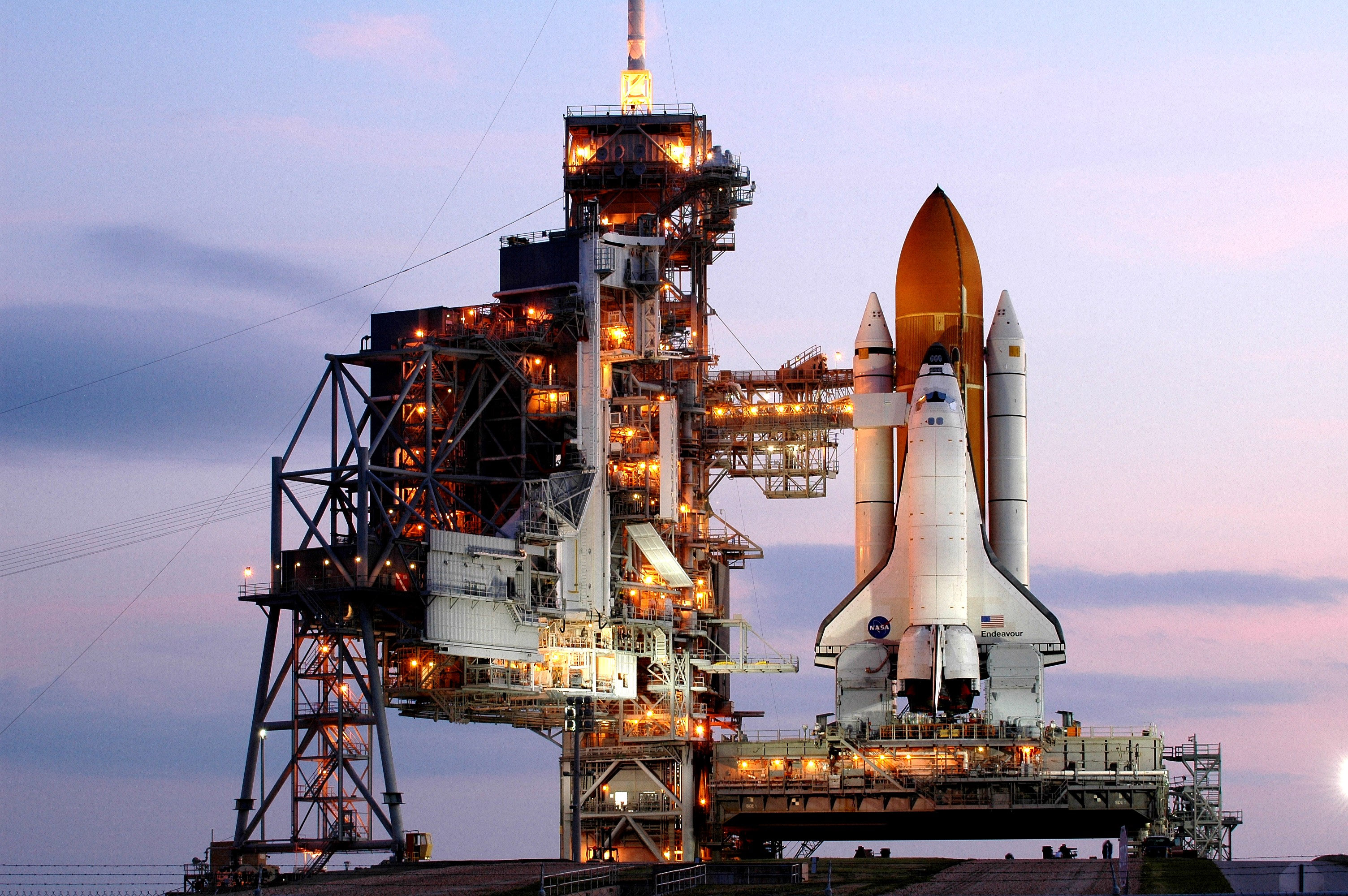
La navette spatiale Endeavour prête au lancement sur l’aire 39A.

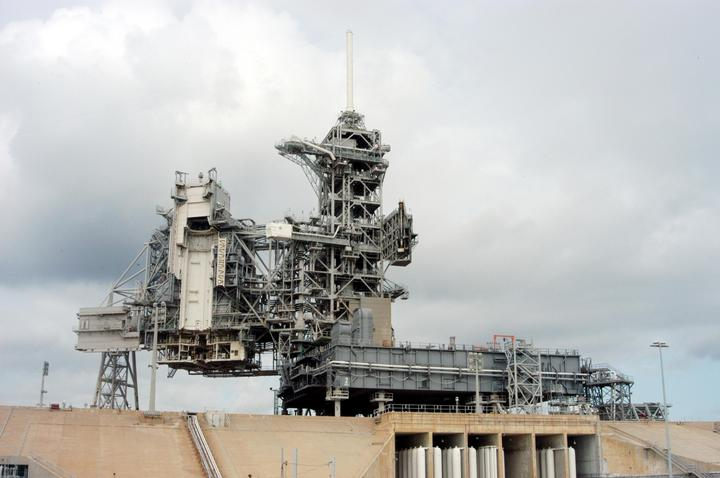
Le site de lancement 39A

### Assemblage de la navette spatiale
La navette spatiale est assemblée avec les deux propulseurs à poudre SRB (Solid Rocket Booster) et le réservoir extérieur ET (External Tank). Plusieurs mois avant le lancement, les 3 composants du lanceur sont amenés dans le bâtiment d’intégration (VAB). Ces composants sont installés sur la plateforme de lancement mobile MLP (Mobile Launcher Platform). Les propulseurs à propergol solide sont amenés par voie ferrée, segment par segment depuis leur usine de fabrication dans l’Utah, le réservoir extérieur est transporté depuis l’usine de fabrication en Louisiane par péniche tandis que la navette spatiale est reconditionnée dans l’Orbiter Processing Facility (OPF) avant son assemblage. Les propulseurs à poudre sont installés en premier sur la plateforme mobile de lancement (MLP), puis le réservoir extérieur est monté entre les deux propulseurs, enfin la navette est grutée puis descendue sur la plateforme où elle est solidarisée avec le réservoir extérieur.

### Transport jusqu’à l’aire de lancement
Lorsque l’assemblage est achevé, l’ensemble, qui repose sur la plateforme mobile de lancement, est déplacé grâce au transporteur à chenilles sur environ 5  à   6 km jusqu’à l’aire de lancement choisie. Arrivée sur l’aire après un trajet qui dure environ 8 heures, la plateforme mobile de lancement est posée sur plusieurs piliers et le transporteur à chenilles est évacué vers un parking situé à distance de sécurité.
La charge utile qui doit être chargée en position verticale dans la navette est amenée dans un conteneur jusqu'à l'aire de lancement puis est installée depuis la salle de manipulation de la charge utile située dans la tour fixe (Payload Changeout Room). Le reste de la charge utile a été installé dans la baie cargo de la navette dans le bâtiment de préparation spécial (Orbiter Processing Facility) avant le passage de la navette dans le VAB.

### La tour de lancement
Chaque aire de lancement comprend une tour composée d’une partie fixe, le FSS (Fixed Service Structure), et d’une partie mobile animée d’un mouvement de rotation, le RSS (Rotating Service Structure). Le FSS permet d’accéder à la navette grâce à un bras rétractable et dispose d’une connexion permettant de récupérer l’oxygène liquide qui s’est évaporé du réservoir extérieur. Le RSS contient une salle consacrée aux manipulations de la charge utile qui offre un accès « propre » à la partie cargo de la navette. Elle protège également la navette contre les éléments et permet à la navette de résister à des vents allant jusqu’à 60 km/h. Il y a également près de chaque aire de grands réservoirs d’hydrogène et d’oxygène liquide destinés à alimenter les réservoirs de la navette. Le caractère hautement explosif de ces ergols nécessite de nombreuses mesures de sécurité dans le complexe de lancement. La NASA a calculé que lorsque la navette a fait le plein, la distance de sécurité minimum pour le personnel était de 5 km. Durant les opérations de remplissage jusqu’au lancement, tout le personnel non indispensable est évacué de la zone dangereuse. Le centre de contrôle de lancement LCC (Launch Control Center) et le bâtiment d’intégration du lanceur (VAB) se trouvent exactement à 5 km des aires de lancements.

### Système d’atténuation sonore
Un château d’eau haut de 88 mètres et situé près de chaque aire de lancement, est utilisé au décollage pour réduire les ondes sonores par un système de déluge. Son contenu est déversé au décollage pour atténuer les vibrations sonores dues au moteur qui pourraient endommager le lanceur. Les 1,1 million de litres d’eau sont déversés juste avant la mise à feu des moteurs. Une grande quantité de vapeur est générée par l’évaporation de l’eau portée à ébullition par les moteurs.

### Le système d'évacuation d'urgence de l'équipage
En cas d'urgence, un petit téléphérique permet d'évacuer rapidement l'équipage de la navette. Celui-ci, assisté par l'équipe de support au sol rapproché, quitte la navette et rejoint le sol en utilisant le téléphérique à une vitesse de 88 km/h. L’équipage se réfugie alors dans un blockhaus. Un transport de troupes blindé M113 est disponible pour évacuer les astronautes blessés.